# Соколово (Жабинковский район)
Соколово (бел. Сакалова) — деревня в Жабинковском районе Брестской области Беларуси. Входит в состав Хмелевского сельсовета.

## География
Деревня находится в западной части Брестской области, при автодороге Н-141, на расстоянии приблизительно 2 километров (по прямой) к северо-западу от города Жабинка, административного центра района. Абсолютная высота — 142 метра над уровнем моря. Площадь населённого пункта — 0,6222 км².

## История
В письменных источниках начинает упоминаться начиная с XVII века. В XIX веке была в собственности у помещиков Франковских.
По состоянию на 1905 год, в Соколове проживало 535 человек. В административном отношении деревня входила в состав Сехновичской волости Кобринского уезда Гродненской губернии.
Согласно Рижскому мирному договору (1921), деревня вошла в состав межвоенной Польши, входила в состав гмины Сехновиче Кобринского повета Полесского воеводства. В 1921 году числилось 227 жителей, проживавших в 48 домах. В этническом составе населения того периода поляки составляли 100 %. В конфессиональном составе населения преобладали православные христиане (96 %).
С 1939 года в БССР, с 1940 года центр Соколовского сельсовета Жабинковского района. В 1949 году организован колхоз «XI съезд ВЛКСМ». C 1954 по 1972 годы являлась частью Сакского сельсовета. 7 февраля 1967 года к деревне был присоединен посёлок рыбхоза «Соколово». В 1972 году включена в состав Хмелевского сельсовета.

## Население
По данным переписи 2019 года, в деревне проживало 165 человек.
| Год  | Население, человек |
| ---- | ------------------ |
| 1846 | 359                |
| 1897 | ↗ 439              |
| 1905 | ↗ 535              |
| 1921 | ↘ 227              |
| 1940 | ↗ 430              |
| 1959 | ↘ 257              |
| 1970 | ↗ 282              |
| 2005 | ↘ 178              |
| 2009 | ↘ 161              |
| 2019 | ↗ 165              |